# Kalthaus
Kalthaus je zaniklá vesnice s vodní tvrzí, která stávala na severním okraji katastru obce Černilov mezi obcemi Černilov a Libřice v okrese Hradec Králové. Pozůstatkem vodní tvrze je pahorek, který je lemovaný vodním příkopem. Nedaleko se nyní nalézá hájovna Kaltouz.

## Historie
První písemná zmínka o vesnici Kalthaus pochází z roku 1428, kdy patřila Nyklovi z Labouně a na Kalthause. Poslední zmínka o vsi a tvrzi pochází z let 1510 až 1511, kdy zdejší tvrz a pustá vesnice patřily Vilémovi z Veselice a na Kalthause. Vesnice spolu s tvrzí zanikly v polovině 16. století.